# عبد الله بن إبراهيم العسكر
عبد الله بن إبراهيم بن عبد الله العسكر، باحث ومؤرخ سعودي، وعضو في مجلس الشورى السعودي. وهو من مواليد مدينة المجمعة (1371هـ/1952م-1437هـ/2016م) وله جهود في ترجمة عدد من المؤلفات التي تتناول تاريخ المملكة العربية السعودية.

## أسرته ونشأته
أسرة العسكر، إحدى الأسر في نجد، الذين تولوا إمارة المجمعة سابقاً. ولد العسكر عام (1371هـ/1952م)، في المجمعة تلك المحافظة القابعة على بعد 180كم شمال منطقة الرياض بوسط المملكة العربية السعودية (2)، وتربى في كنف بيت والديه وسط ثلاثة اشقاء وأربعة شقيقات.

## العمل
أستاذ التاريخ بجامعة الملك سعود.
عضو مجلس الشورى السعودي.

## حياته التعليمية
درس الدكتور العسكر مرحلة التعليم العام في المدارس الحكومية في بلدة المجمعة، حيث أنهي دراسة المرحلة الابتدائية من مدرسة العزيزية عام (1382هـ/1962م).
التحق بالمرحلة المتوسطة بمدرسة متوسطة المجمعة وأنهاها عام (1385هـ/1965م)، ثم المرحلة الثانوية بمدرسة ثانوية المجمعة أنهاها عام (1389هـ/1969م).
ذكر في إحدى البرامج التلفزيونية أنه من المحظوظين بالدراسة في المدارس الحكومية في تلك الفترة، ذلك أن مدارس الحكومة آنذاك كانت أشبه بالتعليم الأهلي في وقتنا الحالي، من حيث قلة عدد الطلاب، الأمر الذي يؤدي إلى زيادة تركيز واهتمام المعلمين بالطلبة.
بعد أن أنهى الدكتور دراسته في مراحل التعليم العام، كان يرغب في دراسة الإعلام، إلا أن عدم وجود قسم إعلام في تلك الحقبة الزمنية، ولكونه خريج ثانوية عامة (أدبي) لم يكن أمامه إلا خيارين كلية الآداب والتجارة أو التربية. ألتحق الدكتور بكلية الآداب في جامعة الرياض. ثم فاتح العسكر والده بأن يسمح له بالابتعاث إلى جامعة الإسكندرية لدراسة الصحافة، إلا أن رأي والده كان على غير ما يرجو، ثم استطاع إقناع والده بإكمال دراسته في الآداب. وفي الأسبوع الثالث من دراسة الدكتور العسكر في الآداب، التقى الشيخ إبراهيم الحجي وكيل وزارة المعارف آنذاك، وحدثه عن موضوع قطع المكافأة، فعرض الحجي على العسكر أن ينتقل إلى كلية التربية لدراسة التاريخ، فاقتنع الدكتور العسكر بعرضه وانتقل إلى كلية التربية.
كانت كلية التربية تابعة لجامعة الرياض ـ جامعة الملك سعود حالياً ـ ويعتمد نظام الدراسة في كلية التربية على سنة أولى عامة، ثم دراسة تخصصين رئيسي وفرعي، فاختار الدكتور العسكر تخصص التاريخ تخصصًا رئيسًا، واختار اللغة الإنجليزية تخصصًا فرعيًا. وقد اجتاز الدكتور مراحل كلية التربية وحصل على البكالوريوس في التاريخ والتربية عام (1394هـ/ 1974)(3).
بعد أن أنهى الدكتور العسكر مرحلة البكالوريوس في كلية التربية عام (1394هـ/ 1974م)، عمل معلماً في وزارة المعارف في متوسطة أبن زيدون في حي الوشام بمدينة الرياض لمدة عام، ثم عُين معيداً في جامعة الرياض ـ جامعة الملك سعود حالياً ـ بعدها أرسلته الجامعة مع من أرسلتهم من المعيدين والمحاضرين لإكمال دراساتهم العليا في أوروبا وأمريكا.

## ابتعاثه وإكمال الدراسات العليا
التحق العسكر بدراسة اللغة الإنجليزية في مدينة لوس انجلوس واجتازها، ثم التحق بجامعة كاليفورنيا (UCLA) بلوس انجلوس، ثم اختار ا الفرنسية والفارسية إلى جانب العربية.
اختار تاريخ الإسلام في العصور الوسطى (منذ القرن السادس حتى منتصف القرن الثاني عشر الميلاديين) تخصصًا رئيسًا، أما التخصصات الفرعية فكانت على التوالي: تاريخ الأندلس وشمال أفريقيا، تاريخ الشرق الأوسط الحديث والأدب العربي الكلاسيكي.
اختلف العسكر إبان دراسته في أمريكا -إلى أساتذة كبار مثل المؤرخين: مايكل موروني المشرف عليه، وستانفورد شو Stanford Show، وإسماعيل بوناوالا Ismael Poonawalla، وعفاف لطفي السيد مارسوAfaf Marrsot، والمستشرق الهولندي سيجار بونابكر Seeger Adrianus Bonebakker من قسم اللغات الشرقية، حيث درس الأدب العربي الكلاسيكي، ودرس أيضاً على أيد اساتذة زائرين مثل: جاك بيرك Jacques Berque الأستاذ في جامعة السوربون بباريس. وحازم مشتاق أستاذ الفلسفة في جامعة بغداد. وجلال أحمد أمين أستاذ علم الاجتماع السياسي في الجامعة الأمريكية بالقاهرة، ولويس عوض أستاذ الأدب الإنجليزي بقسم اللغة الإنجليزية بجامعة القاهرة. وشكل هذا التنوع لدى العسكر نظرة تاريخية واسعة، حيث أصبح على دراية كبيرة بتنوع المناهج والرؤى، ولديه قدرة على البحث في اللغات الفرنسية، والفارسية، والإنجليزية
درس الماجستير في جامعة كاليفورنيا، وأنهى هذه المرحلة عام (1401هـ/1980م)، ثم عاد بعدها مرة أخرى إلى أمريكا لدراسة الدكتوراه في نفس الجامعة، وحصل على درجة الدكتوراه عام (1406هـ/1985م) بعد أن أجيزت أطروحته عن تاريخ اليمامة والمعنونه بـ " السياسة الإقليمية: دراسة حالة: اليمامة في القرنين السابع والسادس الميلاديين"(4) "Regional polities: a case study Alyamama in the sixth and seven centuries.

### أطروحة الدكتوراه
تعالج أطروحة العسكر في الدكتوراه مسألتين. الأولى: الإطار النظري والفلسفي لمسألة السياسة الإقليمية في التاريخ الإسلامي، ومدى انطباق هذه النظرية على مجتمع الجزيرة العربية في صدر الإسلام (القرن السادس الميلادي)، وصحة وجود مجتمعات حضرية في الجزيرة العربية أسست وحدات أو كيانات سياسية، انطلاقاً من شعور إقليمي ينبثق من مكونات اجتماعية أو شعبية. وقد توصل الدكتور بعد الدراسة والبحث المعمقين أن إقليم الحجاز واليمامة (الآن يسمى نجد)، واليمن وعمان كانت تشكل أقاليم يتميز أهلها بشعور إقليمي متدفق. وكانت تلك الاقاليم تبحث دائماً عن الاستقلال عن بقية المناطق في جزيرة العرب، أو عن الخلافة الإسلامية بأية وسيلة.
ولو أخذنا إقليم اليمامة (ميدان بحص الدكتور العسكر في مرحلة الدكتوراه) على سبيل المثال، نجد أن اليمامة منطقة حضرية قبل الإسلام، ولديها زراعة وتعدين وتجارة وحرف وتسيطر عليها قبيلة بنو حنيفة ثم كان لديها زعامات سياسية مثل: هوذة بن علي قبل الإسلام، ومسلمة بن حبيب الحنفي بعد الإسلام وآخرون في العصر الأموي والعباسي.
أما المسألة الثانية: تعالج تطبيق النظرية السياسية الإقليمية regional politics على منطقة أو إقليم اليمامة. وعليه عمد إلى كتابة تاريخ اليمامة من الناحية السياسية، والاجتماعية، والاقتصادية، والدينية، منذ منتصف القرن السادس حتى منتصف القرن السابع الميلاديين. ووجد أنه يمكن تفسير تاريخ اليمامة من منظور النظرية السياسية الإقليمية regional politics.
نشرت أطروحته باللغة الإنجليزية عام (1423هـ/2002م)، نشرتها دار اثيكا Ithica البريطانية.
ترجمت أطروحة العسكر وصدرت عن دار جداول في كتاب عام (1424هـ/ 2012م) وعنوانها: «تاريخ اليمامة في صدر الإسلام: محاولة للفهم».
ويذكر العسكر أن من حسن حظه أن مشرفة على أطروحة الدكتوراه الدكتور مايكل موروني Michail Morony كان من أوائل طلاب المستشرق الألماني الشهير المستشرق الألماني الشهير الدكتور جوستاف فان جرينبوم Gustave Von Gruncbaum فهذا العالم الألماني هو مؤسس مركز دراسات الشرق الأوسط في جامعة (UCLA) وبالتالي تعلم العسكر من خلال مشرفه على أسلوب الدكتور Gruncbaum الصارم، وتعلم أن منهج المستشرق الألماني يجمع بين خليط من التاريخ والدين واللغة والأدب، وأن التاريخ الإسلامي يجب أن ينظر إليه من خلال الشعوب العربية وغير العربية.

## عضويته في الجمعيات[بحاجة لمصدر]
- عضو مؤسس الجمعية التاريخية السعودية
- عضو الجمعية الآثارية السعودية
- عضو اتحاد المؤرخين العرب في القاهرة
- عضو جمعية التاريخ والآثار بدول مجلس التعاون
- عضو اتحاد الأثاريين العرب بالقاهرة
- عضو جمعية الشرق الأوسط في العصور الوسطى بأمريكاMMA
- عضوية مدى الحياة في جمعية دراسات الشرق الأوسط بأمريكا MESA
- عضو الجمعية الجغرافية الأمريكية
- عضو النادي الأدبي بالرياض
- عضو الجمعية المصرية لأصدقاء مكتبة الإسكندرية

## إنجازات الدكتور عبد الله العسكر العلمية

### التأليف
- الحالة الاقتصادية عند عرب الجنوب في العصر القديم، الرياض (1972م)
- اشترك في تأليف كتاب أطلس التاريخ السعودي، الرياض (1998م)
- اشترك في تأليف المؤلفات النادرة عن المملكة العربية السعودية والجزيرة العربية، الرياض (1998م)
- كتاب تحقيب التاريخ الإسلامي، الرياض (2008م)
- (تاريخ اليمامة في صدر الإسلام محاولة للفهم) وهو في الأصل أطروحة الدكتور العسكر للدكتوراه صدر في طبعتين، بيروت 2012م 2114م.[2]
- كتاب البعد الثقافي في حياة الملك سلمان بن عبد العزيز، الأحساء (2015م)

### الترجمة
- التاريخ الشفهي حديث عن الماضي، روبرت بييركس، الرياض (2003م)
- دعوة الشيخ محمد بن عبد الوهاب من الإحياء والإصلاح إلى الجهاد العالمي، ناتانا دي لونج باس، الرياض (2012م)
- (الدعوة الوهابية والمملكة العربية السعودية)، ديفيد كمنز، بيروت (2013م).
- (النساء في التراجم الإسلامية) روث رودد، بيروت (2013م).
- (كتابة التاريخ في المملكة العربية السعودية العولمة والدولة في الشرق الأوسط)، يورك ماتياس ديترمان، بيروت (2015م)

### التحقيق
- حقق بالاشتراك كتاب: (رحلة فتح الله ولد انطوان الصايغ الحلبي إلى بادية الشام وصحاري العراق والعجم الجزيرة العربية)، بيروت 2016.

### أبحاثه الأكاديمية في الندوات العلمية والدوريات العلمية
- ذو القرنين بين الخبر القرآني والواقع التاريخي في جزئين، مجلة الدارة، الرياض 1977م
- المدلول الأسطوري لدعوة مسيلمة بن حبيب الحنفي، مجلة العصور، الرياض 1992م
- هجرة بني حنيفة إلى الأمصار الإسلامية في العصر الأموي، مجلة الدارة، الرياض 1992م
- التاريخ الكمي، حوليات كلية الآداب جامعة الإسكندرية 1993م
- History of the Banu AL-Ukhaydhir Dynasty in Al-Yamama مجلة دراسات الجامعة الأردنية، عمان 1996م
- استعمال الحاسوب في دراسة التاريخ، مجلة كلية الآداب، جامعة القاهرة،2000م
- أهمية تدوين التاريخ الشفهي، مجلة الدرعية، الرياض 2007م
- أهمية تدوين التراث الشعبي كمصدر تاريخي، مؤتمر مناهج توثيق التراث الشعبي في دولة الأمارات 26ـ 28 مارس 2000م
- سكان اليمامة في العصر الأموي، الندوة العالمية الرابعة لتاريخ الجزيرة العربية، جامعة الملك سعود فبراير 2000م
- الجدل الديني سمة من سمات حوار الحضارات، ندوة الإسلام وحوار الحضارات مكتبة الملك عبد العزيز العامة 3 ـ6 يناير2004م
- التاريخ الشعبي، ندوة مستقبل الثقافة العربية، مكتبة الملك عبد العزيز2002م
- الإدارة في اليمامة في العصر العباسي الأول، الندوة العالمية الخامسة لتاريخ الجزيرة العربية، جامعة الملك سعود، الرياض مارس2003م
- النفط في عهد الملك سعود بن عبد العزيز، الندوة العلمية لتاريخ الملك سعود، دارة الملك عبد العزيز، الرياض2006م
- اليد العاملة في جزيرة العرب في العصر الوسيط، الندوة العالمية السادسة لتاريخ الجزيرة العربية، جامعة الملك سعود، الرياض 20 نوفمبر 2006م
- التجارة البينية: الإمبراطورية البيزنطية والخلافة العربية خلال القرنين التاسع والعاشر الميلاديين، الندوة العالمية لعلاقات الجزيرة العربية بالعالميين اليوناني والبيزنطي القرن 5 ق.م إلى القرن 10م، جامعة الملك سعود، الريا 2011م

### أوراق تاريخية وثقافية في الندوات والمؤتمرات
- حقب التاريخ الإسلامي في نظر المستشرقين، الندوة العلمية الخامسة بكلية الآداب والعلوم الإنسانية جامعة دمشق الجمهورية العربية السورية 2000م.
- طبقات النساء: دراسة تاريخية ندوة «دور المرأة السياسي والحضاري عبر العصور» مركز البحوث والدراسات التاريخية كلية الآداب ـ جامعة ال قاهرة 2001 م.
- النقد التاريخي، اللقاء الثالث لجمعية التاريخ والآثار بدول مجلس التعاون في عمان24ـ 26 أبريل 2001م.
- Revisiting the Role of Wahhabi Doctrine in Saudi expansion. Middle East Studies Association2002
- The Teaching of Wahhabism delivered at the University of Exeter, 2003
- السيرة النبوية عند الطبري، اللقاء العلمي السابع للجمعية التاريخية ،2003م.
- صحيفة أم القرى والمواد التاريخية، ندوة صحيفة أم القرى مكة المكرمة 2005م.
- الإسلام وبناء الدولة العربية، المنظمة العربية للتربية والثقافة والعلوم ـ تونس 2005م.
- Societal Partnership in the Middle East General Remarks The15th International Conference 2006
- التداخل التاريخي: قرامطة البحرين أنموذجا، الندوة العلمية التاسعة للجمعية التاريخية السعودية، ال أحساء2006م.
- الإرهاب في المشرق العربي ماضيه وحاضره المؤتمر الدولي الخامس عشر للجمعية الكورية لدراسات الشرق الأوسط سيئول كوريا 2006م.
- الطائفية في الخليج لم تعرف الحرب الطائفية، منتدى التوافق الخليجي بعنوان التوازن الاستراتيجي في العلاقات الدولية الكويت2007م.
- التأثير العربي في أوروبا: وقفة تأمل مؤتمر لقاء الثقافات على ضفاف المتوسط: كيمياء الحوار المتواصل/ اليونسكو، باريس 1998 م.
- كورنيلا دالنبرج وزيارتها للأحساء ملتقى جواثى الثاني الأحساء في عيون الرحالة 2010م.
- حوار الثقافات أولا الندوة السعودية الفرنسية لحوار الحضارات 2010م.
- إنسانية الملك عبد العزيز في الميدانين الإداري الحربي، ندوة الجوانب الإنسانية والاجتماعية في تاريخ الملك عبد العزيزـ كرسي الملك سلمان 2012م
- رسائل جيرترودبيل من حائل منهج غير متبع في كتابات المرتحلين الغربيين ملتقى حاتم الطائي الثاني حائل في عيون الرحالة 2014م
- منهج المؤرخ ابن لعبون في كتابة التاريخ ندوة تاريخ ابن لعبون 2014م
- بحث باللغة الإنجليزية «الطائفية والطوائف في الحاضر والماضي» جامعة واشنطن سياتل
- بحث باللغة الإنجليزية معنى رحمان اليمامة في القرن السابع الميلادي مؤتمر MESA

## تقديمة للكتب
كما قدم الدكتور العسكر للعديد من الكتب بناء على طلب مؤلفيها، لعلمهم ودرايتهم بعلم الدكتور، ومدى الفائدة التي ستأتي من وراء اطلاعه وقراءته لكتبهم وكتابة مقدمة لها. فمن هذه الكتب على سبيل المثال:
- الرحلة الأندلسية إلى الجزيرة العربية للدكتور خالد البكر
- علاقة القبائل العربية المقيمة حول المدينة بالدولة الإسلامية في عهد الرسول للدكتور محمد بن صالح العسكر
- شهداء اليمامة للدكتور محمد بن صالح العسكر
- 100 خطاب دمغت القرن العشرين. مترجم كتب مقدمة النسخة العربية وأضاف خطبتين للملك عبد العزيز
- المؤرخون النجديون وآثارهم للدكتور عبد العزيز اللعبون
- شيخ الأدباء وأديب الشيوخ للأستاذ صلاح الزامل
- التويم بين الماضي والحاضر للأستاذ سعود الحزيمي
- كتاب الصمان للأستاذ سعد بن عبد العزيز الشبانات
- المنبعات: تاريخ ورجال للأستاذ أحمد بن علي الفايز وآخرون
- معتمدو الملك عبد العزيز ووكلاؤه في الخارج للأستاذ محمد القشعمي
- من نفح الوثائق: دراسة تاريخية للأستاذ عثمان بن عبد العزيز العسكر
- التويم بين الماضي والحاضر للأستاذ سعود الحزيمي
- نشأة الإخوان ونشأة الأرطاوية للأستاذ عبد الله بن عبد المحسن الماضي
- مهن الفقهاء في صدر الإسلام وأثرها على الفقه والفقهاء للدكتور محمد عبد الله التميم

## الجانب الإعلامي عند الدكتور العسكر

### أولاً: الإعلام المقروء

#### أـ جريدة الرياض
بدأ الدكتور عبد الله العسكر في الكتابة الصحفية ـتقريباً ـ (1420هـ/2000) من خلال زاويته الأربعائية في جريدة الرياض التي سماها «حديث الأربعاء» وجاء الاسم اقتداءً بزاوية عميد الأدب العربي طه حسين. تطرق الدكتور في زاويته إلى العديد من الأفكار، وكتب العديد من المقالات التحليلية التي غطت جوانب من تخصصه واهتماماته مثل السياسة الإقليمية والدولية، والقضايا الفكرية والتاريخية العربية والمحلية، والعلاقات السعودية الأوربية الأمريكية الصينية، وموضوع الوهابية، والمناهج التعليمية، والتطرف والإرهاب، والمشهد الاجتماعي، والديني، ومراجعة الكتب العربية، والأجنبية ذات الأهمية القصوى للثقافة السعودية العربية، أو ذات الصلة بالتاريخ الإسلامي، وتاريخ الجزيرة العربية، والمملكة العربية السعودية (7).

#### ب ـ مجلة الشورى
بعد التحاق الدكتور بمجلس الشورى كعضو عام (1430هـ/2008م) واصل الكتابة الصحفية، في رافد ثاني وهو الكتابة الشهرية لمقال يتحفنا به في مجلة الشورى (8). وقد خصص الحديث في هذا المقال عن كل ما يهم الشورى والمجالس البرلمانية.

## مجلس الشورى
عُيّن الدكتور عبد الله بن إبراهيم العسكر عضواً في مجلس الشورى منذ 3/ 3/ 1430هـ وحتى وفاته. وعُين منذ تعيينه عضوا في لجنة الشؤون الخارجية، ثم نائبا لرئيسها، ثم رئيسا لها لمدة ثلاث سنوات.

## كتب ومقالات في الراحل
كتاب (فقيد الثقافة والتاريخ د.عبد الله العسكر) من إعداد د.محمد بن عبد الله المشوح طباعة دار الثلوثية
الصورة الأخيرة للراحل العسكر

## وفاته
توفي يوم الخميس 1437/10/24 هـ الموافق 2016/7/28 م إثر حادث مروري في الإسكندرية بمصر.